# Норт-Джонс
Норт-Джонс (англ. North Johns) — місто (англ. town) в США, в окрузі Джефферсон штату Алабама. Населення — 127 осіб (2020).

## Географія
Норт-Джонс розташований за координатами 33°22′5″ пн. ш. 87°6′3″ зх. д. / 33.36806° пн. ш. 87.10083° зх. д. (33.368055, -87.100888).  За даними Бюро перепису населення США в 2010 році місто мало площу 0,53 км², уся площа — суходіл.

## Демографія
Згідно з переписом 2010 року, у місті мешкало 145 осіб у 53 домогосподарствах у складі 36 родин. Густота населення становила 275 осіб/км².  Було 64 помешкання (122/км²).
Расовий склад населення:
| - 49,7 % — білих - 46,2 % — чорних або афроамериканців - 4,1 % — корінних американців |

До двох чи більше рас належало 0,0 %. Частка іспаномовних становила 0,0 % від усіх жителів.
За віковим діапазоном населення розподілялося таким чином: 26,9 % — особи молодші 18 років, 57,2 % — особи у віці 18—64 років, 15,9 % — особи у віці 65 років та старші. Медіана віку мешканця становила 39,5 року. На 100 осіб жіночої статі у місті припадало 93,3 чоловіків;  на 100 жінок у віці від 18 років та старших — 86,0 чоловіків також старших 18 років.
Середній дохід на одне домашнє господарство  становив 52 720 доларів США (медіана — 39 750), а середній дохід на одну сім'ю — 62 124 долари (медіана — 46 875). За межею бідності перебувало 11,7 % осіб, у тому числі 17,1 % дітей у віці до 18 років та 18,2 % осіб у віці 65 років та старших.
Цивільне працевлаштоване населення становило 78 осіб. Основні галузі зайнятості: роздрібна торгівля — 28,2 %, транспорт — 12,8 %, освіта, охорона здоров'я та соціальна допомога — 12,8 %.